# Bou Meng

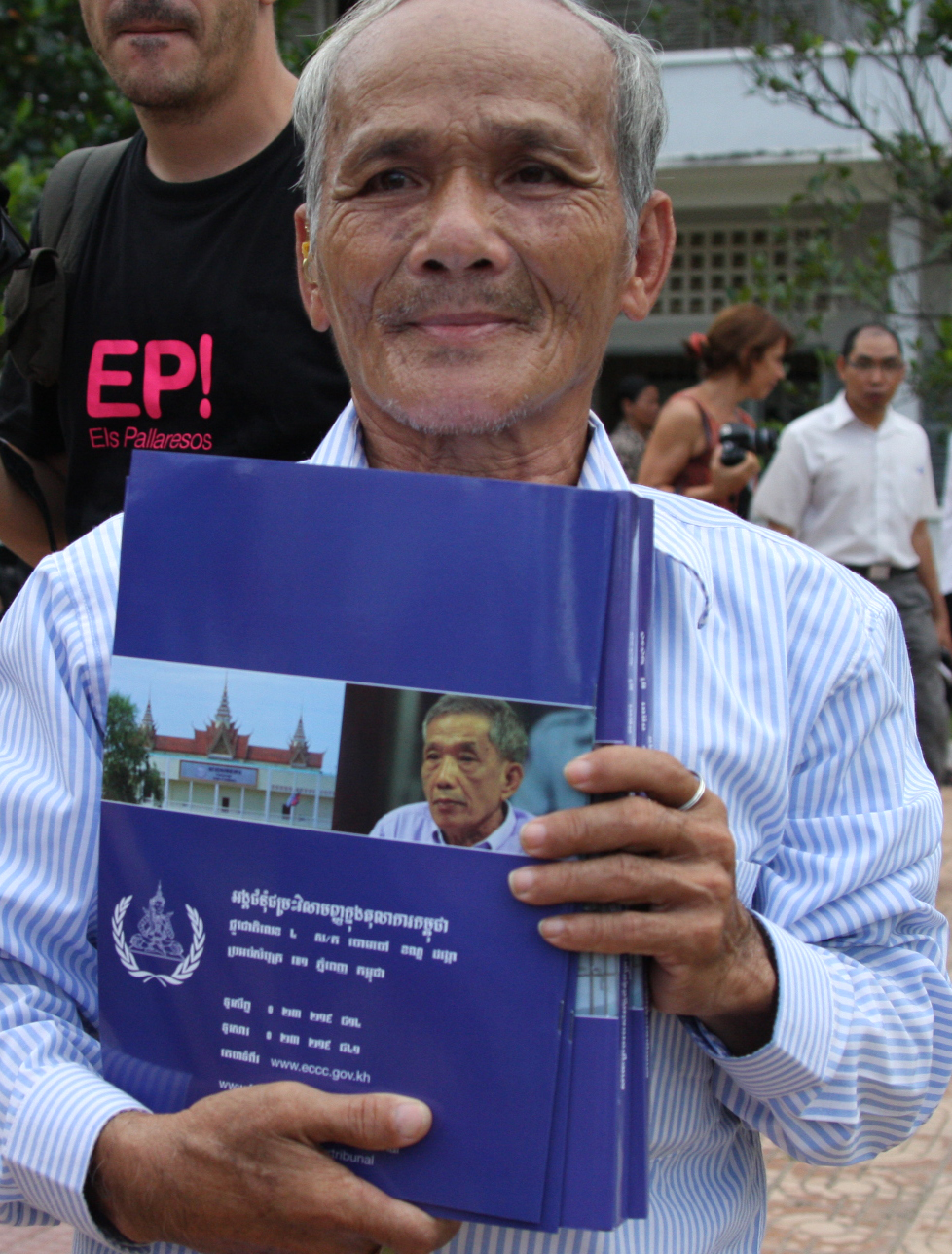
Bou Meng (2010), mit einer Abschrift des Urteils gegen den Leiter von S-21, Kaing Guek Eav

Bou Meng (Khmer ប៊ូ ម៉េង; geboren 1941, Provinz Kampong Cham) ist ein kambodschanischer Maler. Er ist einer von nur sieben bekannten Erwachsenen, die in der Zeit von 1975 bis 1979 das von den Roten Khmer betriebene Gefängnis S-21 in Phnom Penh überlebt haben. In S-21 wurden bis zu 20.000 Menschen gefoltert und anschließend hingerichtet.
Dass Bou Meng überlebte, verdankte er seinem Geschick als Kunstmaler. Der Leiter des Gefängnisses wurde seines Talentes gewahr und beauftragte ihn, Propagandabilder von Pol Pot, dem Führer der Roten Khmer, herzustellen. Diese Tätigkeit trug ihm gewisse Privilegien ein. Seine Frau, die am selben Tag wie er inhaftiert worden war, wurde in S-21 ermordet. Nach dem Zusammenbruch des Pol-Pot-Regimes sagte Bou Meng vor dem Rote-Khmer-Tribunal als Zeuge aus.

## Leben

### Familie und frühe Jahre
Bou Meng wurde 1941, als Kambodscha Teil von Französisch-Indochina war, in eine kinderreiche Bauernfamilie geboren, die am Ufer des Mekongs nordöstlich von Phnom Penh lebte. Da ihm keine Geburtsurkunde ausgestellt wurde, ist sein genaues Geburtsdatum unbekannt. Sein Vater Bou Hak hatte im Kloster schreiben und lesen gelernt; seine Mutter Lay Khat war, wie viele Frauen zu der Zeit, Analphabetin. Die französische Kolonialmacht erlegte den Bauern hohe Steuern auf. Da zudem wenig kultivierbares Land zur Verfügung stand, lebte Bou Mengs Familie in großer Armut. Sein Vater versuchte die Situation zu verbessern, indem er einfache Schälmühlen für Reis baute und verkaufte. Wegen der schlechten Gesundheitsversorgung starben drei der älteren Schwestern Mengs im Alter von zwei bis sechs Jahren.
Als Bou Meng fünf Jahre alt war, gaben ihn seine Eltern in das nahegelegene buddhistische Kloster Wat Kor, wo ihn Mönche unterrichteten. Hier entdeckte er sein Interesse für das Malen und Zeichnen. Das Kloster ermutigte ihn, seiner Neigung nachzugehen. Er zeichnete unter anderem patrouillierende französische Soldaten mit Gewehren. Gelegentlich wurde er Zeuge von brutalen Auseinandersetzungen der Soldaten mit kommunistischen Việt-Minh-Einheiten, die auch von Kambodscha aus operierten und gegen die Kolonialmacht kämpften. 1956 trat Bou Meng im Alter von 15 Jahren, nunmehr als Mönch, in das Kloster ein und blieb dort mehrere Jahre. Danach begann er in Battambang eine Lehre als Schreiner. In einer benachbarten Werkstatt lernte er einige Künstler kennen, die ihm Maltechniken beibrachten. Eine formelle Ausbildung erhielt er nie. Dank der Fähigkeiten, die er sich nach und nach aneignete, fand er jedoch in einem Kino seiner Heimatprovinz eine Anstellung als Maler von Filmplakaten. Dieselbe Tätigkeit führte er allmählich auch in anderen Gegenden Kambodschas aus, so etwa in der südlich gelegenen Provinz Kampot, wo er auch einem mobilen Promotionsteam angehörte, das in ländlichen Gebieten Reklame für neue Filme machte. Nahe der vietnamesischen Grenze entging er dabei mehrmals Bombenangriffen der US-Amerikaner, die während des Vietnamkriegs Einheiten des Vietcong auf kambodschanischem Gebiet attackierten. Während dieser Zeit lernte Bou Meng seine spätere Ehefrau, die Hebamme Ma Yoeun, kennen.

### Engagement für die Revolution
Kambodscha war 1954 von Frankreich unabhängig geworden. Der frühere König Norodom Sihanouk, ab 1955 de facto Alleinherrscher des Landes, verband eine außenpolitische Neutralität Kambodschas zur Zeit des Kalten Krieges mit Vorstellungen eines buddhistischen Sozialismus. Dieser Kurs des vor allem bei der ländlichen Bevölkerung beliebten Ex-Monarchen weckte zunehmend den Argwohn der US-Amerikaner. 1970 kam es zu einem Putsch gegen Prinz Norodom Sihanouk durch General Lon Nol, wobei umstritten ist, inwieweit die USA den Umsturz unterstützten. Gegen das neue Regime formierte sich der Widerstand der maoistischen Roten Khmer, die sich in dieser Zeit militärisch aufrüsteten und das Vertrauen großer Teile der Landbevölkerung gewannen. Da die Roten Khmer und die anfangs mit ihnen alliierten Vietcong immer mehr Kontrolle über das Land erlangten, weiteten die USA ihre Flächenbombardements in Kambodscha massiv aus.
In dieser Zeit wurde Bou Meng mehrfach von Bekannten und Kollegen aufgefordert, sich der Revolution, also dem Kampf der Roten Khmer gegen das Regime Lon Nols, anzuschließen. Zunächst zögerte er, doch als er eine Radioansprache von Prinz Sihanouk aus dessen Exil in China hörte, in der das gestürzte Staatsoberhaupt die Bevölkerung aufforderte, Widerstand zu leisten, verließ er im Juni 1971 mit seiner Frau seinen Heimatort und schloss sich den revolutionären Kräften an. Seine Motivation war nach eigenen Angaben vor allem, Norodom Sihanouk an die Macht zurückzubringen. An einem geheimen Stützpunkt im nordkambodschanischen Dschungel betätigte sich Bou Meng als Propagandamaler und schuf auf der Grundlage von Fotografien etliche Porträts von Marx, Engels und Lenin. Seine Frau arbeitete in einer medizinischen Abteilung. 1972 und 1974 kamen im Wald die Kinder des Paares, ein Junge und ein Mädchen, zur Welt.

### Arbeit in Phnom Penh und Gefangenschaft in S-21

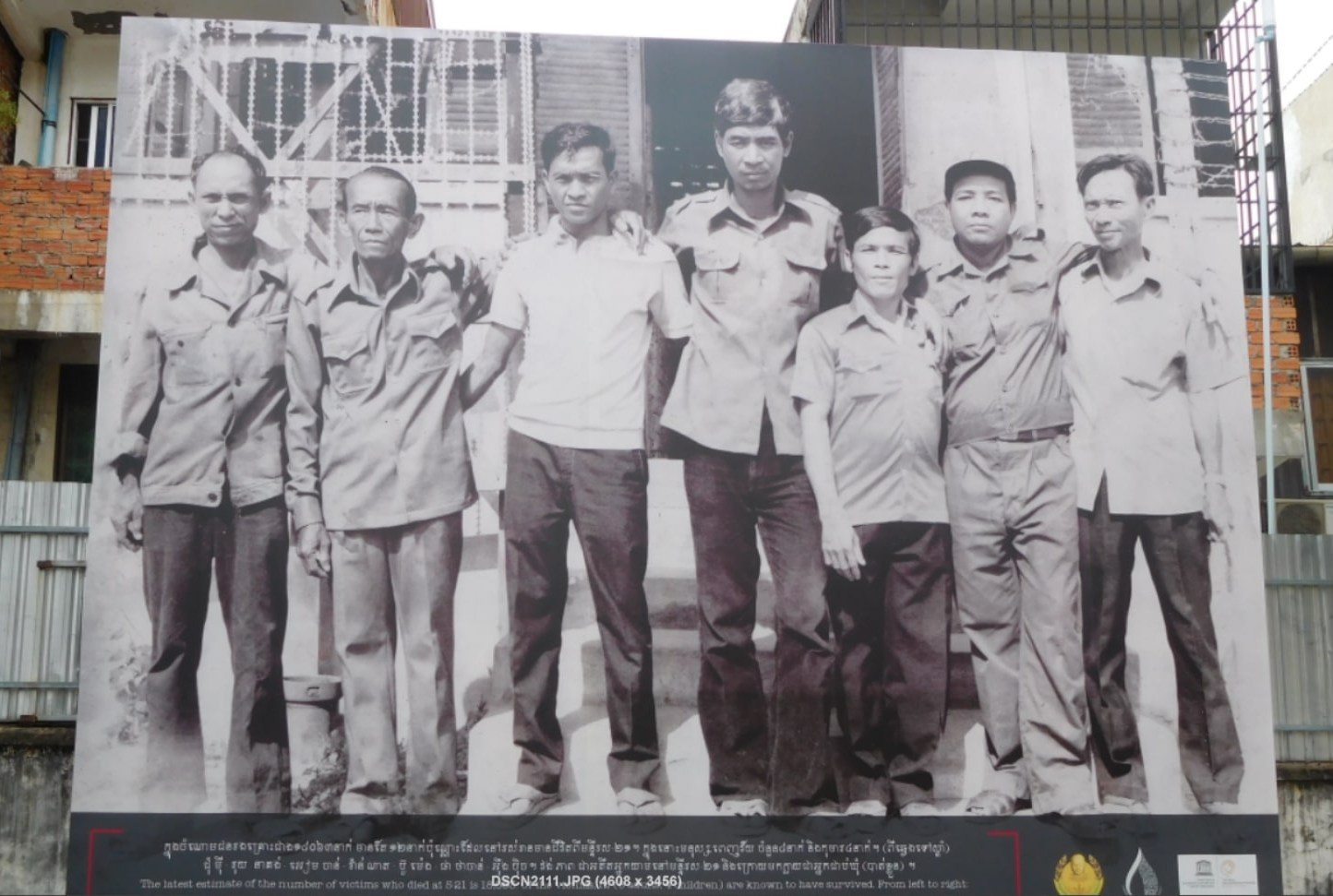
Überlebende von S-21; Bou Meng ist der dritte Mann von rechts (Tafel auf dem Gelände des ehemaligen Gefängnisses)

Am 17. April 1975 eroberten die Roten Khmer die Hauptstadt Phnom Penh und entschieden damit den kambodschanischen Bürgerkrieg für sich. Bou Meng und seine Frau wurden zur Unterstützung der Revolution nach Phnom Penh beordert. Auf dem Weg dorthin sahen sie viele Stadtbewohner, die die entgegengesetzte Richtung einschlugen. Sie waren aus ihren Wohnungen vertrieben worden und sollten in den Provinzen, trotz fehlender Kompetenzen, in der Landwirtschaft arbeiten und ihren Beitrag zu einem archaischen Agrarkommunismus leisten, der eine Hauptsäule der Rote-Khmer-Ideologie war. Die Städter wirkten verzweifelt und gedemütigt; erstmals kamen Bou Meng Zweifel an der Revolution. Bou Meng erledigte in Phnom Penh Verwaltungsarbeiten, während seine Frau für eine Tätigkeit in einem Krankenhaus abkommandiert war. Ihre Kinder wurden, den Vorstellungen der Roten Khmer gemäß, in einem Kinderzentrum untergebracht und durften ihre Eltern kaum sehen.
Nach einem kurzen Einsatz in einer technischen Berufsschule, wo Bou Meng Maschinenteile für Unterrichtszwecke zu zeichnen hatte, verfügte Angka, die geheim und anonym auftretende Organisationseinheit der Roten Khmer, die Verbringung des Paares in die landwirtschaftliche Kooperative Ta-Lei außerhalb Phnom Penhs. Hier mussten Bou Meng und seine Frau von morgens bis abends, teilweise bis Mitternacht, arbeiten. Die Versorgung mit Nahrung war völlig unzureichend und bestand nur aus einem täglichen Löffel Brei und einem halben Löffel Suppe. Bou Meng verlor stark an Gewicht. Als er Gelegenheit hatte, vertraulich mit einem älteren Arbeiter zu sprechen, erfuhr er zu seinem Entsetzen, dass es sich bei Ta-Lei um ein Internierungslager handelte. Bou Meng war sich keines Vergehens bewusst. Er registrierte, dass Arbeiter der Kooperative plötzlich verschwanden und durch andere ersetzt wurden.

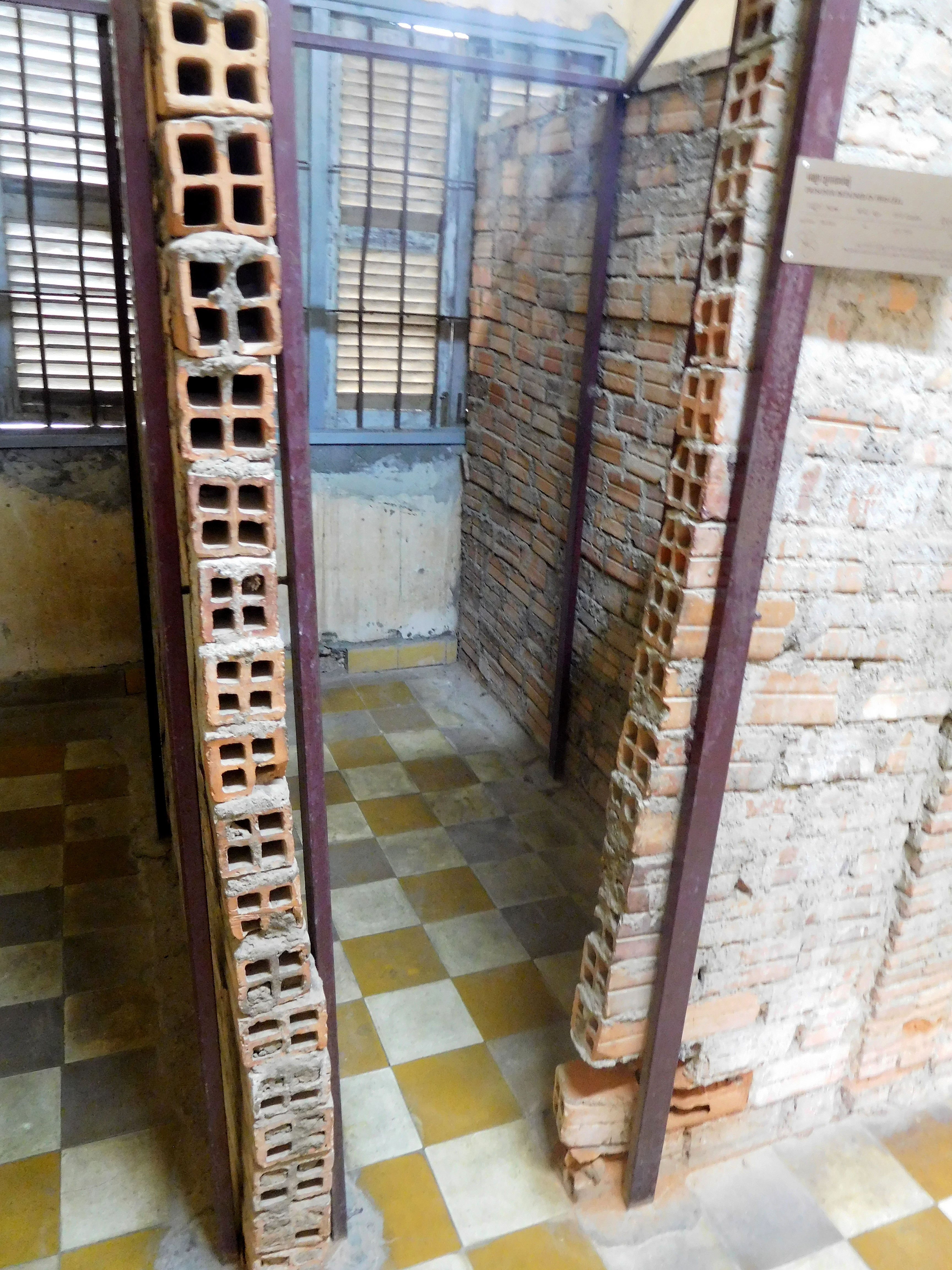
Einzelzelle im Foltergefängnis S-21

Am 16. August 1977 wurde Bou Meng von jungen Parteikadern aufgesucht. Unter dem Vorwand, dass er an der Kunsthochschule lehren solle, wurde er nach Phnom Penh gefahren, dort jedoch direkt in das von Stacheldraht umgebene Gefängnis S-21 (Tuol-Sleng-Gefängnis) gebracht. Hier wurden ihm und seiner Frau, die ihn begleitete, Handschellen angelegt und die Augen verbunden. Bou Meng stellte fassungslos die Frage: „Was habe ich falsch gemacht?“ Ein Wächter antwortete ihm: „Du hast hier keine Fragen zu stellen. Angka hat viele Augen, wie Ananas, und Angka verhaftet nur diejenigen, die Fehler begehen.“
Er wurde von seiner Frau getrennt, die er nach diesem Tag nicht wiedersah. Ein Mitglied des Wachpersonals forderte ihn nach der Aufnahme der Personalien auf, ihm in das Gebäude C zu folgen. Obwohl er aufgrund seiner Unterernährung und der nicht entfernten Augenbinde unsicher auf den Beinen war, zwang der Wächter Bou Meng aus Schikane, ihn im Treppenhaus auf dem Rücken zu tragen. Im obersten Stock des Gebäudes lagen in einer Massenzelle auf engstem Raum 50 abgemagerte Gefangene nebeneinander, die „wie Gespenster“ aussahen. Von diesem Saal aus, in dem er mehrere Monate zubrachte, wurde er regelmäßig zu Befragungen abgeführt. Er sollte bekennen, wann er sich der CIA oder dem KGB angeschlossen habe. Bou Meng antwortete, die Abkürzungen nicht zu kennen und nie gegen Angka opponiert zu haben. Das sehr junge, teils minderjährige Verhörpersonal glaubte ihm nicht und begann, ihn über mehrere Tage rücksichtslos zu foltern. Die Nächte verbrachte er nun in einer engen Einzelzelle ohne Matratze, Decke oder Toilette. Während der Verhöre wurde Bou Meng einem Waterboarding unterzogen, außerdem mit Elektroschockgeräten und Peitschen traktiert. In die entstandenen Wunden stocherten die Befrager mit Bambusstöcken. Sie riefen ihm dabei zu: „Dich zu behalten ist kein Gewinn, dich zu zerstören kein Verlust“.
Dem Zusammenbruch nahe, konstruierte Bou Meng ein Geständnis. Er gab an, schon als Mönch mit der CIA in Berührung gekommen zu sein. Auch nannte er wahrheitswidrig die Namen von 20 Personen, die er in dieser Zeit getroffen habe. Nach diesen Aussagen wurden die Befragungen eingestellt. Kurz darauf bekam er vom Direktor des Gefängnisses, Kaing Guek Eav (Kampfname Duch), persönlich den Auftrag, Propagandabilder vom Rote-Khmer-Führer Pol Pot, später auch von Marx und anderen Theoretikern des Kommunismus anzufertigen. Duch verlangte absolute „Lebensechtheit“ von den Bildern; sei Bou Meng dazu nicht in der Lage, werde „Düngemittel“ aus ihm gemacht. Da er Übung darin hatte, derartige Bilder zu produzieren, gelangen ihm überzeugende Arbeiten, die Duch zufriedenstellten. Bou Meng wurde in eine andere Zelle verlegt. Er erhielt Kleidung, ein Paar Schuhe aus Autoreifen und etwas besseres Essen. Fortan arbeitete er täglich an weiteren Bildern.

### Nach dem Ende der Roten-Khmer-Herrschaft
Vietnamesische Truppen, die ab Dezember 1978 in Kambodscha einmarschiert waren, beendeten im Januar 1979 die Terrorherrschaft der Roten Khmer. Einzelne Wächter von S-21 versuchten kurz vor der bevorstehenden Befreiung des Folterzentrums, mit Gefangenen als Geiseln zu fliehen, wurden jedoch schnell gestellt. Bou Meng befand sich unter diesen Gefangenen; ihm gelang in Kampong Speu die Flucht. Er ist damit einer von nur zwölf Menschen – fünf Kindern und sieben Erwachsenen –, die S-21 überlebten. Bis zu 20.000 Menschen waren in S-21 gefoltert worden. Fast alle wurden auch hingerichtet, überwiegend auf dem heute als Killing Field bekannten Gelände Choeung Ek südlich von Phnom Penh. Ein Opfer von S-21 wurde auch Bou Mengs Frau Ma Yoeun. Die beiden Kinder des Paares verhungerten vermutlich in einem Kinderzentrum der Roten Khmer.
Bou Meng verarbeitete die Erfahrungen seiner Gefangenschaft in einer Reihe von Gemälden. Er bedauerte, dass Pol Pot 1998 starb, ohne juristisch belangt worden zu sein. Im „Verfahren 001“ des 2006 eingesetzten Rote-Khmer-Tribunals gegen den Gefängnisdirektor Kaing Guek Eav (Duch) sagte er als Zeuge aus und hatte damit Anteil an dessen Verurteilung zu lebenslanger Haft. Während des Prozesses fragte er Duch, an welchem Ort genau seine Frau ermordet worden sei; er wolle dort für ihr Seelenheil beten. Er erhielt keine befriedigende Antwort. Seit 2003 steht Bou Meng im zum Genozid-Museum umgewandelten Gefängnisgelände als Zeitzeuge zur Verfügung.